# Паласио Мултиусос де Гвадалахара
Паласио Мултиусос де Гвадалахара (шп. Palacio Multiusos de Guadalajara) је вишенаменска дворана у Гвадалахари, Шпанија. Отворена је 8. јула 2010. године. 

Арена има 5.894 седећих места и данас се користи углавном за рукометне утакмице РК Сијудад де Гвадалахара.
 У јануару 2013. године дворана је била једна домаћин Президент купа Светског првенства у рукомету за мушкарце. 